# Université Ibn Khaldoun de Tiaret
L'université Ibn Khaldoun est une université située à Tiaret, ville de l'ouest de Algérie. Elle a été créée en 1980.
En 2022 l'université a été classé au 15e rang dans le classement national des universités établi par le ministère de l'Enseignement supérieur et de la Recherche scientifique en Algérie.
Lors de l'année universitaire 2023-2024, l'université comptait un effectif de 28 365 étudiants et 1 176 enseignants.

## Histoire
Créé en vertu du décret n°80-163 du 31/05/1980, le Centre universitaire de Tiaret sera remplacé en 1984 par deux instituts nationaux d'enseignement supérieur (l’Institut national d’agronomie et l’Institut national de génie civil). En 1992, et conformément au décret exécutif n°92-298 du 07/07/1992, le centre universitaire fut rouvert et les deux instituts ont été placés sous la tutelle d'une administration centrale.
Il faut attendre l'année 2001 pour que le centre universitaire soit érigé en université (décret exécutif n°01-271 du 18/09/2001). D'abord composée de 3 facultés (faculté des sciences humaines et sociales, faculté des sciences de l'ingénieur et faculté de l'agronomie et des sciences vétérinaires), l'Université de Tiaret va progressivement élargir son offre pédagogique jusqu'à atteindre 8 facultés.
L'université a été nommée en hommage à Ibn Khaldoun (1332-1406), célèbre philosophe, historien, géographe et précurseur de la sociologie, qui vécut notamment plusieurs années sous la protection de la tribu berbère des Aouled Arif, dans la forteresse des Béni Salama, région de Tiaret (ex Tihert).

## Facultés
L'université dispose de huit facultés :
- Faculté des sciences appliquées
- Faculté des sciences de la matière
- Faculté de mathématiques et d’informatique
- Faculté des sciences de la nature et de la vie
- Faculté de droit et de sciences politiques
- Faculté des sciences économiques, commerciales et de gestion
- Faculté des sciences humaines et sociales
- Faculté des lettres et des langues.

## Instituts
- Institut des sciences vétérinaires

- Institut de technologie

## Vice-rectorats
- Vice-rectorat chargé de la formation supérieure au premier et deuxième cycle, de la formation continue, des diplômes et de la formation supérieure en graduation.
- Vice-rectorat chargé de la formation supérieure de troisième, de l’habilitation universitaire, de la recherche scientifique et de la formation en post-graduation.
- Vice-rectorat du développement, la prospective et l’orientation.
- Vice-rectorat chargé des relations extérieures, de la coopération, de la communication et des manifestations scientifiques.